# Yer So Bad
"Yer So Bad" is een lied van de Amerikaanse zanger-gitarist Tom Petty. Het is in 1990 uitgebracht als vijfde single van zijn solodebuutalbum Full Moon Fever (1989). De tekst en muziek werden geschreven door Petty en Jeff Lynne. Het nummer is omschreven als een upbeat akoestisch nummer met folkinvloeden.
"Yer So Bad" werd door Rolling Stone op #43 geplaatst in hun lijst van Petty's 50 beste nummers.